# Charco Press
Charco Press es una editorial independiente radicada en Edimburgo que se especializa en la traducción al inglés de obras de ficción latinoamericana contemporánea. Fue fundada en 2017 por Samuel McDowell y Carolina Orloff. Desde 2021, publica también obras originales en español. La propia editorial y varias de sus obras publicadas han resultado ganadoras o finalistas de distintos premios, incluidas tres nominaciones al International Booker Prize.   

## Premios y nominaciones

#### Obras premiadas
Ana Paula Maia, Of Cattle and Men, tr. de Zoë Perry (ganadora del Cercador Prize 2023).
Luis Sagasti, A Musical Offering, tr. de Fionn Petch (ganadora del SoA Valle Inclán Prize 2021).
Renato Cisneros, The Distance between Us, tr. de Fionn Petch (ganadora del PEN Translates Award 2018).
Julián Fuks, Resistance, tr. de Daniel Hahn (ganadora del PEN Translates Award 2018).

#### Obras nominadas a premios
Margo Glantz, The Remains, tr. de Ellen Jones (finalista del Warwick Prize for Women in Translation 2023).
Sebastián Martínez Daniell, Two Sherpas, tr. de Jennifer Croft (finalista de la Carnegie Medal for Excellence in Fiction 2024 y del SoA Valle Inclán Prize 2023).
Selva Almada, Brickmakers, tr. de Annie McDermott (finalista del SoA Valle Inclán Prize 2022).
Claudia Piñeiro, Elena Knows, tr. de Fiona J. Mackintosh (finalista del International Booker Prize 2022).
Selva Almada, Dead Girls, tr. de Annie McDermott (finalista del SoA Valle Inclán Prize 2021).
Daniel Saldaña París, Ramifications, tr. de Christina MacSweeney (finalista del SoA Valle Inclán Prize 2021).
Gabriela Cabezón Cámara, The Adventures of China Iron, tr. de Fiona Mackintosh y Iona Macintyre (finalista del International Booker Prize 2020).
Margarita García Robayo, Fish Soup, tr. de Charlotte Coombe (finalista del SoA Valle Inclán Prize 2019).
Ariana Harwicz, Die, My Love, tr. de Sarah Moses y Carolina Orloff (nominada al Man Booker International Prize, finalista del Republic of Consciousness Prize y del SoA Valle Inclán Prize, 2018).

#### Otros premios y nominaciones
British Book Awards ("Nibbies") - Editorial escocesa pequeña del año (ganadora 2021 y 2019, nominada 2023, 2022 y 2020).
Scotland's National Book Awards - Editorial del año (ganadora 2023; mención especial 2022 y 2021; finalista 2019); Editora emergente del año (Carolina Orloff, ganadora 2018); Portada del año (Pablo Font, por su portada para Fate, ganador 2021) Portada inaugural del año (Pablo Font, por su portada para The Wind that Lays Waste, ganador 2019).